# 微风火箭号列车
微风火箭号列车（英語：Zephyr Rocket）是一列由芝加哥、伯靈頓和昆西鐵路（CB&Q）和芝加哥、岩島和太平洋鐵路（CRI&P）联合营运、运行于密苏里州圣路易斯和明尼苏达州明尼阿波利斯-圣保罗都会区之间的流线型旅客列车，列车得名于两家铁路公司旗下品牌旅客列车名称之结合，即伯灵顿铁路的微风号系列旅客列车和岩岛铁路的火箭号系列旅客列车。微风火箭号列车于1941年1月7日正式投入服务，中途主要停靠城镇包括昆西、伯灵顿、锡达拉皮兹、滑铁卢等地，伯灵顿铁路担当该列车于圣路易斯至伯灵顿之间的牵引任务，岩岛铁路则担当伯灵顿至明尼阿波利斯之间的牵引任务。